# 李绪
李绪（?—?），原西汉将领，後投降匈奴並為单于練兵對付汉军。汉武帝派公孙敖率兵深入匈奴腹地營救另一被俘高級將領李陵，後无功而返，但擒获一匈奴俘虏將替单于練兵的李緒誤稱為李陵，于是汉武帝下令将李陵全家满门抄斩。李陵得知全家遭李緒牽連後，憤而派人将其刺杀。匈奴单于之母大阏氏要杀李陵，单于把他藏在北方，大阏氏死后，李陵才回到王庭，娶了单于的女儿，封为右校王。